# 密点麻蜥
密点麻蜥（学名：Eremias multiocellata）为蜥蜴科麻蜥属的爬行动物。分布于蒙古、吉尔吉斯斯坦、哈萨克斯坦以及中国大陆的辽宁、内蒙古、新疆(木垒、奇台、哈密、罗布泊、托克逊、阿瓦提、阿克苏、洛甫、叶城、喀什、英吉莎、新疆、陕西、宁夏、甘肃、青海等地，主要栖息于荒漠草原和荒漠、也可随沙带伸入到干草原局部地区、黄土高原和东北三江平原、生活在沙漠、草原、山地灌丛或岩石缝间以及偶见于沼泽草甸的芦苇小土丘上。该物种的模式产地在蒙古。

## 亚种
- Eremias multiocellata bannikowi （Schtscherbak 1973）
- Eremias multiocellata kozlowi （Bedriaga 1907）
- 密点麻蜥指名亚种（学名：Eremias multiocellata multiocellata），Guenther于1872年命名。在中国大陆，分布于由辽宁、内蒙古、陕西、宁夏、甘肃、青海、往西进新疆等地。[2]
- Eremias multiocellata stummeri （Wettstein 1940）
- Eremias multiocellata szczerbaki （Jeriomtschenko, Panfilow & Zarinenko 1992）
- 密点麻蜥莎车亚种（学名：Eremias multiocellata yakandensis），Blanford于1875年命名。在中国大陆，分布于兰州盆地、青海、新疆等地。该物种的模式产地在东突厥斯坦。[3]

## 保护
本种于2023年被收录入《有重要生态、科学、社会价值的陆生野生动物名录》。